# Bojkivský rajón
Bojkivský rajón (ukrajinsky Бойківський район), do roku 2016 oficiálně Telmanovský rajón (ukrajinsky Тельманівський район), byl rajón v Doněcké oblasti na Ukrajině. Hlavním městem bylo Bojkivske a rajón měl přibližně 15 tisíc obyvatel.

## Sídla v rajónu
- Bojkivske